# Aston Villa Football Club 2023-2024
Questa voce raccoglie le informazioni riguardanti l'Aston Villa Football Club nelle competizioni ufficiali della stagione 2023-2024.

## Stagione
Questa stagione è la 5ª stagione consecutiva in Premier League per l'Aston Villa. Oltre alla partecipazione in Premier League, l'Aston Villa prenderà parte alla FA Cup, alla EFL Cup e alla Conference League. 

## Maglie e sponsor
| Casa | Trasferta |

## Rosa
Rosa, numerazione e ruoli, tratti dal sito ufficiale, sono aggiornati al 1º febbraio 2024. 

In corsivo i calciatori ceduti durante la stagione

| N. |                         | Ruolo | Calciatore        |
| -- | ----------------------- | ----- | ----------------- |
| 1  | Argentina (bandiera)    | P     | Emiliano Martínez |
| 2  | Polonia (bandiera)      | D     | Matty Cash        |
| 3  | Brasile (bandiera)      | D     | Diego Carlos      |
| 4  | Inghilterra (bandiera)  | D     | Ezri Konsa        |
| 5  | Inghilterra (bandiera)  | D     | Tyrone Mings      |
| 6  | Brasile (bandiera)      | C     | Douglas Luiz      |
| 7  | Scozia (bandiera)       | C     | John McGinn       |
| 8  | Belgio (bandiera)       | C     | Youri Tielemans   |
| 9  | Burkina Faso (bandiera) | A     | Bertrand Traoré   |
| 10 | Argentina (bandiera)    | C     | Emiliano Buendía  |
| 11 | Inghilterra (bandiera)  | A     | Ollie Watkins     |
| 12 | Francia (bandiera)      | D     | Lucas Digne       |
| 14 | Spagna (bandiera)       | D     | Pau Torres        |
| 15 | Spagna (bandiera)       | D     | Álex Moreno       |
| 16 | Inghilterra (bandiera)  | D     | Calum Chambers    |
| 17 | Francia (bandiera)      | D     | Clément Lenglet   |

| N. |                             | Ruolo | Calciatore         |
| -- | --------------------------- | ----- | ------------------ |
| 19 | Francia (bandiera)          | A     | Moussa Diaby       |
| 22 | Italia (bandiera)           | A     | Nicolò Zaniolo     |
| 23 | Brasile (bandiera)          | C     | Philippe Coutinho  |
| 24 | Colombia (bandiera)         | A     | Jhon Durán         |
| 25 | Svezia (bandiera)           | P     | Robin Olsen        |
| 27 | Inghilterra (bandiera)      | D     | Morgan Rogers      |
| 30 | Inghilterra (bandiera)      | D     | Kortney Hause      |
| 31 | Giamaica (bandiera)         | A     | Leon Bailey        |
| 32 | Belgio (bandiera)           | C     | Leander Dendoncker |
| 33 | Inghilterra (bandiera)      | C     | Jaden Philogene    |
| 35 | Inghilterra (bandiera)      | A     | Cameron Archer     |
| 41 | Inghilterra (bandiera)      | C     | Jacob Ramsey       |
| 42 | Polonia (bandiera)          | P     | Filip Marschall    |
| 44 | Francia (bandiera)          | C     | Boubacar Kamara    |
| 47 | Inghilterra (bandiera)      | C     | Tim Iroegbunam     |
| 56 | Inghilterra (bandiera)      | D     | Sebastian Revan    |
| 71 | Irlanda del Nord (bandiera) | A     | Omari Kellyman     |
|    | Australia (bandiera)        | P     | Joe Gauci          |

## Calciomercato

### Sessione estiva
| Acquisti         | Acquisti        | Acquisti         | Acquisti                  |
| R.               | Nome            | da               | Modalità                  |
| ---------------- | --------------- | ---------------- | ------------------------- |
| A                | Moussa Diaby    | Bayer Leverkusen | definitivo (55 milioni €) |
| D                | Pau Torres      | Villarreal       | definitivo (33 milioni €) |
| C                | Youri Tielemans | Leicester City   | gratuito (3,50 milioni €) |
| A                | Nicolò Zaniolo  | Galatasaray      | prestito (5 milioni €)    |
| D                | Clément Lenglet | Barcellona       | prestito                  |
| Altre operazioni |                 |                  |                           |
| R.               | Nome            | da               | Modalità                  |
| C                | Morgan Sanson   | Strasburgo       | fine prestito             |
| A                | Wesley          | Levante          | fine prestito             |

| Cessioni         | Cessioni          | Cessioni            | Cessioni                     |
| R.               | Nome              | a                   | Modalità                     |
| ---------------- | ----------------- | ------------------- | ---------------------------- |
| A                | Cameron Archer    | Sheffield Utd       | definitivo (21,55 milioni €) |
| A                | Jaden Philogene   | Hull City           | definitivo (5,8 milioni €)   |
| C                | Marvelous Nakamba | Luton Town          | definitivo (2,9 milioni €)   |
| A                | Keinan Davis      | Udinese             | definitivo (2,3 milioni €)   |
| D                | Ashley Young      | Everton             | gratuito                     |
| A                | Wesley            | Stoke City          | n.d.                         |
| C                | Morgan Sanson     | Nizza               | prestito                     |
| C                | Philippe Coutinho | Al-Duhail           | prestito                     |
| P                | Viljami Sinisalo  | Exeter City         | prestito                     |
| Altre operazioni |                   |                     |                              |
| R.               | Nome              | a                   | Modalità                     |
| P                | Jed Steer         |                     | svincolato                   |
| P                | Oliwier Zych      | Puszcza Niepołomice | prestito                     |

### Sessione invernale
| Acquisti         | Acquisti          | Acquisti      | Acquisti                   |
| R.               | Nome              | da            | Modalità                   |
| ---------------- | ----------------- | ------------- | -------------------------- |
| A                | Morgan Rogers     | Middlesbrough | definitivo (9,4 milioni €) |
| P                | Joe Gauci         | Adelaide Utd  | definitivo (1 milione €)   |
| Altre operazioni |                   |               |                            |
| R.               | Nome              | da            | Modalità                   |
| D                | Kosta Nedeljković | Stella Rossa  | definitivo (7,5 milioni €) |
| D                | Lino Sousa        | Aston Villa   | n.d.                       |

| Cessioni         | Cessioni           | Cessioni     | Cessioni                         |
| R.               | Nome               | a            | Modalità                         |
| ---------------- | ------------------ | ------------ | -------------------------------- |
| P                | Filip Marschall    | MK Dons      | prestito                         |
| C                | Leander Dendoncker | Napoli       | prestito con diritto di riscatto |
| A                | Bertrand Traoré    | Villarreal   | gratuito                         |
| Altre operazioni |                    |              |                                  |
| R.               | Nome               | da           | Modalità                         |
| D                | Lino Sousa         | Plymouth     | prestito                         |
| D                | Kosta Nedeljković  | Stella Rossa | prestito                         |

## Risultati

### Premier League

#### Girone di andata
| Arbitro: | Madley |

|                                                 |           |           |
| Tonali 6’ Isak 16’, 58’ Wilson 77’ Barnes 90+1’ | Marcatori | 11’ Diaby |

| Arbitro: | Taylor |

|                                                         |           |  |
| McGinn 18’ Douglas Luiz 24’ (rig.) Bailey 51’ Durán 75’ | Marcatori |  |

| Arbitro: | Salisbury |

|            |           |                        |
| Foster 47’ | Marcatori | 8’, 20’ Cash 61’ Diaby |

| Arbitro: | Hooper |

|                                         |           |  |
| Szoboszlai 3’ Cash 22’ (aut.) Salah 55’ | Marcatori |  |

| Arbitro: | England |

|                                                   |           |             |
| Durán 87’ Douglas Luiz 90+8’ (rig.) Bailey 90+11’ | Marcatori | 47’ Édouard |

| Arbitro: | Jarred Gillett |

|  |           |             |
|  | Marcatori | 73’ Watkins |

| Arbitro: | Madley |

|                                                                          |           |          |
| Watkins 14’, 21’, 65’ Estupiñán 26’ (aut.) Ramsey 85’ Douglas Luiz 90+7’ | Marcatori | 50’ Fati |

| Arbitro: | R. Jones |

|           |           |               |
| Hwang 53’ | Marcatori | 55’ P. Torres |

| Arbitro: | Coote |

|                                                     |           |           |
| Douglas Luiz 30’, 52’ (rig.) Watkins 74’ Bailey 89’ | Marcatori | 56’ Bowen |

| Arbitro: | Brooks |

|                                         |           |                     |
| McGinn 17’ Diaby 49’ Lockyer 62’ (aut.) | Marcatori | 83’ (aut.) Martínez |

| Arbitro: | Gillett |

|                     |           |  |
| Aina 5’ Mangala 47’ | Marcatori |  |

| Arbitro: | Hooper |

|                                            |           |                |
| Robinson 27’ (aut.) McGinn 42’ Watkins 64’ | Marcatori | 70’ R. Jiménez |

| Arbitro: | R. Jones |

|              |           |                             |
| Lo Celso 22’ | Marcatori | 45+7’ P. Torres 61’ Watkins |

| Arbitro: | Bramall |

|                         |           |                        |
| Semenyo 10’ Solanke 52’ | Marcatori | 20’ Bailey 90’ Watkins |

| Arbitro: | Brooks |

|            |           |  |
| Bailey 74’ | Marcatori |  |

| Arbitro: | Gillett |

|           |           |  |
| McGinn 7’ | Marcatori |  |

| Arbitro: | Coote |

|                  |           |                           |
| Lewis-Potter 45’ | Marcatori | 77’ Á. Moreno 85’ Watkins |

| Arbitro: | Taylor |

|               |           |            |
| Zaniolo 90+7’ | Marcatori | 87’ Archer |

| Arbitro: | Pawson |

|                               |           |                           |
| Garnacho 59’, 71’ Højlund 82’ | Marcatori | 21’ McGinn 26’ Dendoncker |

#### Girone di ritorno
| Arbitro: | Attwell |

|                                              |           |                        |
| Bailey 28’ Diaby 42’ Douglas Luiz 89’ (rig.) | Marcatori | 30’ Amdouni 71’ Foster |

| Liverpool 14 gennaio 2024, ore 14:00 WET 21ª giornata | Everton | 0 – 0 referto | Aston Villa | Goodison Park (39 284 spett.)\| Arbitro: \| Coote \| |
| Arbitro:                                              | Coote   |               |             |                                                      |

| Arbitro: | Brooks |

|             |           |                                       |
| Watkins 71’ | Marcatori | 32’, 36’ Schär 52’ (aut.) Álex Moreno |

| Arbitro: | Tierney |

|  |           |                                                               |
|  | Marcatori | 12’ McGinn 16’ Watkins 20’ Bailey 30’ Tielemans 47’ Á. Moreno |

| Arbitro: | R. Jones |

|                  |           |                           |
| Douglas Luiz 67’ | Marcatori | 17’ Højlund 86’ McTominay |

| Arbitro: | L. Smith |

|           |           |                  |
| Muniz 63’ | Marcatori | 23’, 56’ Watkins |

| Arbitro: | Barrott |

|                                             |           |                                |
| Watkins 4’ Douglas Luiz 29’, 39’ Bailey 61’ | Marcatori | 45+5’ Niakhaté 48’ Gibbs-White |

| Arbitro: | Oliver |

|                      |           |                            |
| Chong 66’ Morris 72’ | Marcatori | 24’, 38’ Watkins 89’ Digne |

| Arbitro: | Kavanagh |

|  |           |                                                    |
|  | Marcatori | 50’ Maddison 53’ B. Johnson 90+1’ Son 90+4’ Werner |

| Arbitro: | Gillett |

|             |           |             |
| Antonio 29’ | Marcatori | 79’ Zaniolo |

| Arbitro: | Tierney |

|                     |           |  |
| Diaby 36’ Konsa 65’ | Marcatori |  |

| Arbitro: | England |

|                                 |           |           |
| Rodri 11’ Foden 45+1’, 62’, 69’ | Marcatori | 20’ Durán |

| Arbitro: | Salisbury |

|                             |           |                                    |
| Watkins 39’, 80’ Rogers 46’ | Marcatori | 59’ Jørgensen 61’ Mbeumo 68’ Wissa |

| Arbitro: | Coote |

|  |           |                        |
|  | Marcatori | 84’ Bailey 87’ Watkins |

| Arbitro: | Robinson |

|                                   |           |                    |
| Rogers 45+1’ Diaby 57’ Bailey 78’ | Marcatori | 31’ (rig.) Solanke |

| Arbitro: | Pawson |

|                                |           |                           |
| Cucurella 4’ (aut.) Rogers 42’ | Marcatori | 62’ Madueke 81’ Gallagher |

| Arbitro: | R. Jones |

|                |           |  |
| João Pedro 87’ | Marcatori |  |

| Arbitro: | Hooper |

|                              |           |                                             |
| Tielemans 12’ Durán 85’, 88’ | Marcatori | 2’ (aut.) E. Martínez 23’ Gakpo 48’ Quansah |

| Arbitro: | D. Bond |

|                                  |           |  |
| Mateta 9’, 39’, 63’ Eze 54’, 69’ | Marcatori |  |

### FA Cup
| Arbitro: | Jones |

|  |           |          |
|  | Marcatori | 87’ Cash |

| Londra 26 gennaio 2024, ore 19:45 WET Quarto turno | Chelsea  | 0 – 0 referto | Aston Villa | Stamford Bridge (39 325 spett.)\| Arbitro: \| R. Jones \| |
| Arbitro:                                           | R. Jones |               |             |                                                           |

| Arbitro: | Bramall |

|             |           |                                            |
| Diaby 90+1’ | Marcatori | 11’ Gallagher 21’ Jackson 54’ E. Fernández |

### EFL Cup
| Arbitro: | Harrington |

|            |           |                              |
| Kamara 83’ | Marcatori | 15’ Garner 50’ Calvert-Lewin |

### UEFA Europa Conference League

#### Spareggi
| Arbitro: | de Burgos Bengoetxea |

|  |           |                                                          |
|  | Marcatori | 17’, 33’, 48’ Watkins 42’ Bailey 74’ (rig.) Douglas Luiz |

| Arbitro: | Pairetto |

|                               |           |  |
| Durán 11’ Bailey 34’ Cash 61’ | Marcatori |  |

#### Fase a gironi
| Arbitro: | Manouchos |

|                          |           |                    |
| Wszołek 3’ Muçi 26’, 51’ | Marcatori | 6’ Durán 39’ Digne |

| Arbitro: | Schnyder |

|              |           |  |
| McGinn 90+4’ | Marcatori |  |

| Arbitro: | Jablonski |

|           |           |                                                 |
| Sadiq 65’ | Marcatori | 13’ Bailey 23’ Tielemans 51’ Watkins 56’ McGinn |

| Arbitro: | Godinho |

|                              |           |              |
| Diego Carlos 61’ Watkins 81’ | Marcatori | 52’ Paulidīs |

| Arbitro: | Di Bello |

|                     |           |          |
| Diaby 4’ Moreno 58’ | Marcatori | 20’ Muçi |

| Arbitro: | Berke |

|                 |           |             |
| Malekinušić 87’ | Marcatori | 61’ Zaniolo |

#### Fase a eliminazione diretta
| Amsterdam 7 marzo 2024, ore 18:45 CET Ottavi di finale - Andata | Ajax   | 0 – 0 referto | Aston Villa | Johan Cruijff Arena (52 197 spett.)\| Arbitro: \| Jorgji \| |
| Arbitro:                                                        | Jorgji |               |             |                                                             |

| Arbitro: | Grinfeld |

|                                            |           |  |
| Watkins 25’ Bailey 60’ Durán 75’ Diaby 81’ | Marcatori |  |

| Arbitro: | Eskås |

|                        |           |             |
| Watkins 13’ McGinn 56’ | Marcatori | 84’ Diakité |

| Arbitro: | Kružliak |

|                                    |                      |                                            |
| Yazıcı 15’ André 68’               | Marcatori            | 87’ Cash                                   |
| Bentaleb David Gomes Cabella André | Tiri di rigore 3 – 4 | Tielemans Watkins Cash Bailey Douglas Luiz |

| Arbitro: | Guida |

|                         |           |                                         |
| Watkins 45+1’ Diaby 52’ | Marcatori | 16’, 29’, 56’ (rig.) El Kaabi 67’ Hezze |

| Arbitro: | Zwayer |

|                   |           |  |
| El Kaabi 10’, 81’ | Marcatori |  |

## Statistiche finali

### Statistiche di squadra
| Competizione      | Punti | In casa | In casa | In casa | In casa | In casa | In casa | In trasferta | In trasferta | In trasferta | In trasferta | In trasferta | In trasferta | Totale | Totale | Totale | Totale | Totale | Totale | DR  |
| Competizione      | Punti | G       | V       | N       | P       | Gf      | Gs      | G            | V            | N            | P            | Gf           | Gs           | G      | V      | N      | P      | Gf     | Gs     | DR  |
| ----------------- | ----- | ------- | ------- | ------- | ------- | ------- | ------- | ------------ | ------------ | ------------ | ------------ | ------------ | ------------ | ------ | ------ | ------ | ------ | ------ | ------ | --- |
| Premier League    | 68    | 19      | 12      | 4       | 3       | 48      | 28      | 19           | 8            | 4            | 7            | 28           | 33           | 38     | 20     | 8      | 10     | 76     | 61     | +15 |
| FA Cup            | -     | 1       | 0       | 0       | 1       | 1       | 3       | 2            | 1            | 1            | 0            | 1            | 0            | 3      | 1      | 1      | 1      | 2      | 3      | -1  |
| League Cup        | -     | 1       | 0       | 0       | 1       | 1       | 2       | 0            | 0            | 0            | 0            | 0            | 0            | 1      | 1      | 0      | 0      | 1      | 2      | -1  |
| Conference League | 13    | 7       | 6       | 0       | 1       | 16      | 7       | 7            | 2            | 2            | 3            | 13           | 9            | 14     | 8      | 2      | 4      | 29     | 16     | +13 |
| Totale            | -     | 28      | 18      | 4       | 6       | 66      | 40      | 28           | 10           | 7            | 11           | 42           | 42           | 56     | 30     | 11     | 15     | 108    | 82     | +26 |

### Andamento in campionato
| Giornata  | 1  | 2 | 3 | 4  | 5 | 6 | 7 | 8 | 9 | 10 | 11 | 12 | 13 | 14 | 15 | 16 | 17 | 18 | 19 | 20 | 21 | 22 | 23 | 24 | 25 | 26 | 27 | 28 | 29 | 30 | 31 | 32 | 33 | 34 | 35 | 36 | 37 | 38 |
| --------- | -- | - | - | -- | - | - | - | - | - | -- | -- | -- | -- | -- | -- | -- | -- | -- | -- | -- | -- | -- | -- | -- | -- | -- | -- | -- | -- | -- | -- | -- | -- | -- | -- | -- | -- | -- |
| Luogo     | T  | C | T | T  | C | T | C | T | C | C  | T  | C  | T  | T  | C  | C  | T  | C  | T  | C  | T  | C  | T  | C  | T  | C  | T  | C  | T  | C  | T  | C  | T  | C  | C  | T  | C  | T  |
| Risultato | P  | V | V | P  | V | V | V | N | V | V  | P  | V  | V  | N  | V  | V  | V  | N  | P  | V  | N  | P  | V  | P  | V  | V  | V  | P  | N  | V  | P  | N  | V  | V  | N  | P  | N  | P  |
| Posizione | 20 | 8 | 7 | 10 | 7 | 6 | 5 | 5 | 5 | 5  | 5  | 5  | 4  | 4  | 3  | 3  | 3  | 3  | 3  | 2  | 4  | 5  | 4  | 5  | 4  | 4  | 4  | 4  | 4  | 4  | 4  | 5  | 4  | 4  | 4  | 4  | 4  | 4  |

Legenda:

Luogo: C = Casa; T = Trasferta. Risultato: V = Vittoria; N = Pareggio; P = Sconfitta.

### Statistiche dei giocatori
Sono in corsivo i calciatori che hanno lasciato la società a stagione in corso.
| Giocatore        | Premier League | Premier League | Premier League | Premier League | FA Cup   | FA Cup | FA Cup      | FA Cup     | EFL      | EFL  | EFL         | EFL        | Conference League | Conference League | Conference League | Conference League | Totale   | Totale | Totale      | Totale     |
| Giocatore        | Presenze       | Reti           | Ammonizioni    | Espulsioni     | Presenze | Reti   | Ammonizioni | Espulsioni | Presenze | Reti | Ammonizioni | Espulsioni | Presenze          | Reti              | Ammonizioni       | Espulsioni        | Presenze | Reti   | Ammonizioni | Espulsioni |
| ---------------- | -------------- | -------------- | -------------- | -------------- | -------- | ------ | ----------- | ---------- | -------- | ---- | ----------- | ---------- | ----------------- | ----------------- | ----------------- | ----------------- | -------- | ------ | ----------- | ---------- |
| C. Archer        | 1              | 0              | 1              | 0              | 0        | 0      | 0           | 0          | 0        | 0    | 0           | 0          | 0                 | 0                 | 0                 | 0                 | 1        | 0      | 1           | 0          |
| L. Bailey        | 35             | 10             | 5              | 0              | 3        | 0      | 1           | 0          | 1        | 0    | 0           | 0          | 13                | 4                 | 2                 | 0                 | 52       | 14     | 8           | 0          |
| D. Carlos        | 27             | 0              | 4              | 0              | 2        | 0      | 1           | 0          | 0        | 0    | 0           | 0          | 9                 | 1                 | 0                 | 0                 | 38       | 1      | 5           | 0          |
| M. Cash          | 29             | 2              | 8              | 0              | 3        | 1      | 1           | 0          | 1        | 0    | 0           | 0          | 13                | 2                 | 2                 | 0                 | 46       | 5      | 11          | 0          |
| C. Chambers      | 5              | 0              | 1              | 0              | 0        | 0      | 0           | 0          | 0        | 0    | 0           | 0          | 3                 | 0                 | 0                 | 0                 | 8        | 0      | 1           | 0          |
| P. Coutinho      | 2              | 0              | 0              | 0              | 0        | 0      | 0           | 0          | 0        | 0    | 0           | 0          | 0                 | 0                 | 0                 | 0                 | 2        | 0      | 0           | 0          |
| L. Dendoncker    | 8              | 1              | 0              | 0              | 1        | 0      | 0           | 0          | 1        | 0    | 0           | 0          | 5                 | 0                 | 0                 | 0                 | 15       | 1      | 0           | 0          |
| M. Diaby         | 38             | 6              | 1              | 0              | 3        | 1      | 0           | 0          | 1        | 0    | 0           | 0          | 12                | 3                 | 2                 | 0                 | 54       | 10     | 3           | 0          |
| L. Digne         | 33             | 1              | 7              | 0              | 0        | 0      | 0           | 0          | 1        | 0    | 1           | 0          | 12                | 1                 | 2                 | 0                 | 46       | 2      | 10          | 0          |
| Douglas Luiz     | 34             | 9              | 11             | 0              | 3        | 0      | 0           | 0          | 1        | 0    | 1           | 0          | 14                | 1                 | 3                 | 0                 | 52       | 10     | 15          | 0          |
| J. Durán         | 23             | 5              | 5              | 0              | 1        | 0      | 0           | 0          | 1        | 0    | 0           | 0          | 12                | 3                 | 3                 | 0                 | 37       | 8      | 8           | 0          |
| T. Iroegbunam    | 9              | 0              | 0              | 0              | 1        | 0      | 0           | 0          | 0        | 0    | 0           | 0          | 5                 | 0                 | 1                 | 0                 | 15       | 0      | 1           | 0          |
| B. Kamara        | 19             | 0              | 6              | 1              | 3        | 0      | 0           | 0          | 1        | 1    | 0           | 0          | 6                 | 0                 | 0                 | 0                 | 29       | 1      | 6           | 1          |
| O. Kellyman      | 2              | 0              | 0              | 0              | 0        | 0      | 0           | 0          | 1        | 0    | 0           | 0          | 3                 | 0                 | 0                 | 0                 | 6        | 0      | 0           | 0          |
| K. Kesler Hayden | 3              | 0              | 0              | 0              | 0        | 0      | 0           | 0          | 0        | 0    | 0           | 0          | 1                 | 0                 | 0                 | 0                 | 4        | 0      | 0           | 0          |
| E. Konsa         | 35             | 1              | 5              | 0              | 2        | 0      | 1           | 0          | 1        | 0    | 1           | 0          | 12                | 0                 | 2                 | 1                 | 50       | 1      | 9           | 1          |
| C. Lenglet       | 14             | 0              | 3              | 0              | 3        | 0      | 1           | 0          | 0        | 0    | 0           | 0          | 8                 | 0                 | 1                 | 0                 | 25       | 0      | 5           | 0          |
| F. Marschall     | 0              | 0              | 0              | 0              | 0        | 0      | 0           | 0          | 0        | 0    | 0           | 0          | 1                 | -1                | 0                 | 0                 | 1        | -1     | 0           | 0          |
| E. Martínez      | 34             | -48            | 4              | 0              | 3        | -3     | 0           | 0          | 0        | 0    | 0           | 0          | 10                | -10               | 1                 | 0                 | 47       | -61    | 5           | 0          |
| J. McGinn        | 36             | 6              | 7              | 1              | 3        | 0      | 0           | 0          | 1        | 0    | 0           | 0          | 14                | 3                 | 2                 | 0                 | 54       | 9      | 9           | 1          |
| T. Mings         | 1              | 0              | 0              | 0              | 0        | 0      | 0           | 0          | 0        | 0    | 0           | 0          | 0                 | 0                 | 0                 | 0                 | 1        | 0      | 0           | 0          |
| Á. Moreno        | 21             | 2              | 2              | 0              | 3        | 0      | 0           | 0          | 0        | 0    | 0           | 0          | 5                 | 1                 | 0                 | 0                 | 29       | 3      | 2           | 0          |
| F. Munroe        | 1              | 0              | 0              | 0              | 0        | 0      | 0           | 0          | 0        | 0    | 0           | 0          | 1                 | 0                 | 0                 | 0                 | 2        | 0      | 0           | 0          |
| R. Olsen         | 5              | -13            | 0              | 0              | 0        | 0      | 0           | 0          | 1        | -2   | 0           | 0          | 4                 | -5                | 0                 | 0                 | 10       | -20    | 0           | 0          |
| J. Philogene     | 1              | 0              | 0              | 0              | 0        | 0      | 0           | 0          | 0        | 0    | 0           | 0          | 0                 | 0                 | 0                 | 0                 | 1        | 0      | 0           | 0          |
| J. Ramsey        | 16             | 1              | 2              | 0              | 2        | 0      | 0           | 0          | 0        | 0    | 0           | 0          | 3                 | 0                 | 0                 | 0                 | 21       | 1      | 2           | 0          |
| D. Revan         | 0              | 0              | 0              | 0              | 0        | 0      | 0           | 0          | 0        | 0    | 0           | 0          | 1                 | 0                 | 0                 | 0                 | 1        | 0      | 0           | 0          |
| M. Rogers        | 11             | 3              | 3              | 0              | 0        | 0      | 0           | 0          | 0        | 0    | 0           | 0          | 5                 | 0                 | 1                 | 0                 | 16       | 3      | 4           | 0          |
| T. O'Reilly      | 0              | 0              | 0              | 0              | 0        | 0      | 0           | 0          | 0        | 0    | 0           | 0          | 1                 | 0                 | 0                 | 0                 | 1        | 0      | 0           | 0          |
| Y. Tielemans     | 32             | 2              | 3              | 0              | 2        | 0      | 1           | 0          | 1        | 0    | 0           | 0          | 11                | 1                 | 2                 | 0                 | 46       | 3      | 6           | 0          |
| P. Torres        | 29             | 2              | 1              | 0              | 0        | 0      | 0           | 0          | 1        | 0    | 0           | 0          | 9                 | 0                 | 0                 | 0                 | 39       | 2      | 1           | 0          |
| B. Traoré        | 2              | 0              | 0              | 0              | 0        | 0      | 0           | 0          | 0        | 0    | 0           | 0          | 4                 | 0                 | 0                 | 0                 | 6        | 0      | 0           | 0          |
| O. Watkins       | 37             | 19             | 4              | 0              | 3        | 0      | 0           | 0          | 1        | 0    | 1           | 0          | 12                | 8                 | 2                 | 0                 | 53       | 27     | 7           | 0          |
| N. Zaniolo       | 25             | 2              | 7              | 0              | 3        | 0      | 1           | 0          | 1        | 0    | 0           | 0          | 10                | 1                 | 4                 | 0                 | 39       | 3      | 12          | 0          |